# Osborne Clarke
Die internationale Wirtschaftskanzlei Osborne Clarke wurde 1748 von Jeremiah Osborne in Bristol gegründet und gehört damit zu den ältesten und traditionsreichsten Kanzleien Europas. Ab 1987 kamen weitere Büros, zunächst in London, später in den Vereinigten Staaten und in Deutschland hinzu.
Weltweit beschäftigt die Kanzlei rund 1.900 Mitarbeiter. Davon beraten mehr als 900 Anwälte und Steuerberater aus 25 Büros in Europa, Asien und USA. In Deutschland arbeiten rund 160 Rechtsanwälte und Steuerberater aus den Büros in Berlin, Hamburg, Köln und München sowie über 100 weitere Mitarbeiter.

## Standorte
Zu dem Gründungsbüro in Bristol kam 1987 ein zweites Büro in London, 1998 ein drittes in Reading. 2000 gründete die Kanzlei ein Büro im Silicon Valley in den Vereinigten Staaten. Weitere Standorte befinden sich in Belgien (Brüssel), den Niederlanden (Amsterdam), Spanien (Barcelona, Madrid), Italien (Brescia, Busto Arsizio, Mailand, Padua, Rom), Frankreich (Paris), und den USA (New York, San Francisco), China (Shanghai), Schweden (Stockholm) und Singapur.
In Deutschland ist die Kanzlei seit 1994 aktiv. Zunächst ein Büro in Frankfurt gegründet, das bis 2003 bestand. Es folgten Büros in Köln und München, die 2001 und 2005 eröffnet wurden. Im Oktober 2012 wurde ein drittes deutsches Büro in Hamburg, 2013 ein viertes in Berlin eröffnet.

## Management
Osborne Clarke hat seit Anfang Juli 2012 eine neue internationale Managementstruktur. In den zwei neuen Gremien International Board und International Council sitzen künftig deutsche, britische, spanische und italienische Partner. Das zweite Gremium International Council soll die Funktion eines Aufsichtsrates über das International Board erfüllen.

## Belege
1. ↑  Hamburg: Osborne Clarke eröffnet drittes deutsches Büro, juve.de, 23. Oktober 2012 (abgerufen am 7. November 2012).
2. ↑  Nach Fusion: Osborne Clarke stellt internationales Management neu auf, 13. Juli 2012 (abgerufen am 18. Mai 2015).